# Fabrice Moreau (football)
Pour les articles homonymes, voir Fabrice Moreau et Moreau.
Fabrice Moreau est un footballeur franco-camerounais, né le 7 octobre 1967 à Paris. Il évoluait au piste de milieu de terrain.

## Biographie
Né d'un père français et d'une mère camerounaise, il débute à l'ES Parisienne avant de rejoindre le PSG. Cependant il ne s'y impose pas, jouant seulement 2 matches en D1 entre 1984 et 1987. Il est alors prêté à la Roche-sur-Yon en D2. De retour au PSG la saison suivante, il n'y dispute qu'un match de Coupe de France. 
Il quitte le PSG pour Le Mans en 1989. Sa carrière se déroule alors principalement en D2. À noter, qu'il est l'un des premiers footballeurs français à s'expatrier grâce à l'arrêt Bosman. Il joue alors en Espagne, en Angleterre, en Écosse, en Autriche. Ce grand voyageur joue même en Chine. 
Il rejoint la sélection du Cameroun en 1996. Il participe aux éliminatoires de la Coupe du monde 1998 mais n'est pas retenu dans la liste des 22.

## Carrière
- 1983-1984 : ES Parisienne ( France)
- 1984-1987 : Paris SG ( France)
- 1987-1988 : AEP Bourg-la-Roche ( France) (en prêt)
- 1988-1989 : Paris SG ( France)
- 1989-1991 : Le Mans UC ( France)
- 1991-1992 : CS Meaux ( France)
- 1992-1993 : RC France ( France)
- 1993-1995 : Paris FC ( France)
- 1995-1996 : Olympique de Marseille ( France)
- 1996-1997 : Sporting Toulon Var ( France) puis Rayo Vallecano ( Espagne)
- 1997-1998 : Rayo Vallecano ( Espagne)
- 1998-1999 : Talavera CF ( Espagne) puis Beijing Guoan ( Chine)
- 1999-2000 : CD Numancia ( Espagne)
- 2000-2001 : Notts County ( Angleterre) (en prêt) puis Airdrie United ( Écosse)
- 2001-2002 : Red Star ( France)
- 2002-2003 : Grazer AK ( Autriche)
- 2003-2004 : Partick Thistle FC ( Écosse)[1]

## Palmarès
- International camerounais
- International militaire français
- Vice-champion de France de deuxième division en 1996 avec l'Olympique de Marseille